# Propil parahidroxibenzoato
El Propil-para-hidroxi-benzoato es un éster propílico del ácido parahidroxibenzoico. Se trata de una substancia natural que se encuentra en las plantas. Es empleado por la industria alimentaria como un conservante alimentario de código: E 216. Se emplean también en productos de cosmética como pueden ser lociones, cremas y demás.